# Malibu Comics
Malibu Comics (conosciuta anche come Malibu Graphics) era una casa editrice di fumetti statunitense fondata nel 1986 che inizialmente si inseriva nel settore allora molto prolifico dei fumetti in bianco e nero. A differenza della maggior parte delle case editrici indipendenti create sulla nuova tendenza la Malibu ottiene un discreto successo. Rimane attiva fino a metà degli anni Novanta (1997). Vanta diverse acquisizioni del settore ed è nota per i numerosi imprint da lei pubblicati nei primi anni novanta tra cui: Image Comics (solo per parte del 1992) la sua linea di fumetti supereroistici Ultraverse, The Protectors, l'imprint Bravura, Rock-it Comix. Si dedica inoltre ai fumetti su licenza quali Street Fighter (dall'omonimo video game) e la serie di Star Trek basata su Deep Space Nine.
La società aveva sede a Calabasas, in California. Tra i marchi posseduti dalla Malibu ci sono la Aircel Comics e l'Eternity Comics. La Malibu possedeva anche una piccola azienda per la realizzazione di videogiochi, chiamata Malibu Comics Entertainment o Malibu Interactive.
Nel 1994 viene lanciato un imprint che pubblica opere "creator owned" per pubblicare fumetti i cui diritti e proprietà intellettuale rimane agli autori e artisti, al pari del principio che aveva portato alla fondazione della Image Comics o all'etichetta Legend della Dark Horse Comics o altre iniziative editoriali simili e che portarono le grandi novità (creative e storicamente rilevanti) della prima metà degli anni novanta. Il nome scelto per l'imprint è Bravura.

## Storia

### Origini
La Malibu Comics fu fondata nel 1986 da Dave Olbrich e Tom Mason, ai quali si unì Chris Ulm nel 1987, grazie al finanziamento di Scott Mitchell Rosenberg, all'epoca proprietario della Sunrise Distributors, una ditta di distribuzione di fumetti. Olbrich era stato in precedenza un dipendente della Fantagraphics, così come il gestore del The Jack Kirby Award.
Malibu iniziò in sordina pubblicando titoli di fumetti in bianco e nero posseduti dagli autori, ma si fece rapidamente un nome pubblicando una combinazione di nuove serie e di titoli su licenza, personaggi classici come Tarzan e Sherlock Holmes, oltre che basate su serie televisive, cinematografiche e di videogiochi.

### Acquisizioni
Nel 1987 gli accordi finanziari con Rosemberg portarono la Malibu ad acquisire la Eternity Comics e l'editore canadese Aircel Comics come marchi editoriali. Nel 1989 acquisì l'editore Adventure Publications.
Da quel punto in avanti il marchio Malibu fu usato per le pubblicazioni di supereroi, mentre il marchio Eternity per la linea di riviste e per titoli ispirati agli anime come Robotech. Il marchio Adventure Publications fu usato per i titoli pubblicati su licenza come Planet of the Apes e Doc Savage, mentre il marchio Aircel fu usato per i fumetti di Barry Blair e la linea per adulti della Malibu.
Nel 1992 gli eroi della Centaur Publications, un editore dell'età d'oro del fumetto le cui proprietà erano cadute nel pubblico dominio) furono rivivificate come, per esempio, Protectors, Airman, Amazing-Man, Aura, Arc, Arrow, the Ferret (da non confondere con la versione della Timely), Man of War e Mighty Man. Diversi di questi personaggi furo protagonisti di spin-off di breve durata.
Gli eroi della Centaur Publication insieme a personaggi della Adventure (Demon e Rocket Ranger), Aircel (Men In Black e Cat & Mouse) e dell'Eternity (Dinosaurs For Hire, Ex-Mutants e Shuriken) furono messi insieme in un unico universo per formare la linea editoriale Genesis. Il marchio Bravura fu lanciato per i titoli di proprietà dell'autore e per titoli su licenza.

### Image Comics publisher-of-record
La Malibu funse da publishers of record (editore al cui nome è registrato il codice isbn) pe ri primi fumetti della Image Comics nel 1992, dando al nuovo editore l'accesso ai canali di distribuzione. Con questa mossa la Malibu arrivò a controllare quasi il 10% del mercato dei fumetti statunitensi, superando temporaneamente la DC Comics. Comunque all'inizio del 1993 la situazione finanziaria dell'Image fu sicura abbastanza da permetterle di pubblicare indipendentemente i suoi titoli e lasciò la Malibu.

### Malibu Comics Entertainment
Alla fine del 1992 la Malibu si fuse con lo sviluppatore di videogiochi Acme Interactive formando la Malibu Comics Entertainment, per poter entrare nel mercato in crescita dei videogiochi

### Ultraverse
La linea Ultraverse viene lanciata durante il boom dei primi anni novanta, più o meno in concomitanza con il debutto di editori come la Image e la Valiant e a nuove linee di supereroi della DC e Dark Horse (rispettivamente la Milestone e Comics' Greatest World). La linea è in parte destinata a riempire il vuoto lasciato dalla partenza della Image che inizialmente si è appoggiata all'editore per le questioni logistiche e distributive. Queste linee vantavano una qualità produttiva migliore rispetto ai fumetti tradizionali (in particolare la colorazione al computer e una qualità migliore della carta usata) e un gruppo di artisti nuovi o rispettati. Fu enfatizzata la stretta continuity tra le varie serie della linea Ultraverse e fatto un uso intensivo di crossover tra le varie serie, per cui una storia poteva iniziare in una serie e continuare su un'altra serie. Seguirono varie promozioni per edizioni speciali o in tiratura limitata di alcune storie. L'Ultraverse arrivò a essere la parte principale del catalogo della Malibu. Il titolo più venduto è Ultraforce, un super team tra i più originali e famosi del mercato indipendente.
Successivamente alla linea Ultraverse la Malibu lanciò il marchio Rock-It Comix per fumetti dedicate a bande musicali, a cui si aggiunse l'imprint Bravura per i fumetti "creator owned"

### Rock-it-Comix
Nel 1993 la Malibu lancia un nuovo imprint per il quale pubblicare il magazine Rock-it-Comix. La rivista nasce come una pubblicazione "ibrida" dove sulle totali 48 pagine, la metà sono dedicate ad opere a fumetti e le restanti sono articoli redazionali, interviste, foto, e rubriche che rispondono ai quesiti dei lettori. Il centro dell'intera pubblicazione e la musica rock e si va ad inserire in un settore dominato dalla rivista Heavy Metal.

### Fondazione dell'imprintBravura
La Malibu si ritrova ad aver accumulato grandi risorse per essere stato tra il 1992 e il 1993 per aver gestito a livello editoriale dalla Image che ai suoi esordi necessitava di appoggiarsi ad una casa editrice indipendente per avere il tempo di darsi una sua struttura e acquisire un'esperienza già consolidata. L'idea era già stata proposta all'editore 2 anni prima da Walter Simonson con il titolo Dinosaur, ma ora vi sono le risorse e la visibilità per realizzare il progetto. All'iniziativa aderiscono diversi autori e artisti che, per differenti motivazioni, non hanno aderito alla Image o realtà simili. Da notare che diversi di questi fumettisti erano rappresentati dallo studio legale di Harris Miller, amico di Olbrich al quale propose il progetto. Tra questi vi sono alcuni dei creativi più importanti della storia moderna del fumetto statunitense quali: Jim Starlin, Walt Simonson, Howard Chaykin, Steven Grant, Dan Jurgens, Peter David, Marv Wolfman, Shawn McManus, Ernie Colon. Inizialmente ne faceva parte anche John Byrne e Frank Miller ma preferiscono aderire all'iniziativa denominata Legend della Dark Horse.
Il debutto dell'imprint avviene con data di copertina gennaio 1994 con una miniserie originale di Jim Starlin dal titolo Breed. L'autore afferma è che sono diversi anni che vuole realizzare questa storia che vede come protagonista un uomo che scopre di essere in parte un demone. Ha scelto la Malibu perché è quella che gli ha offerto il miglior deal con la possibilità di lanciare un nuovo imprint indipendente che valorizza gli autori e offre piena libertà creativa. A questo si aggiunge il sistema di colorazione digitale all'avanguardia nell'industria considerato il migliore del mercato dei comic book. 
In seguito alla pubblicazione di Breed la prima ondata di titoli della Bravura (First Wave) è composta da 6 limited-series "creator-owned" tra gennaio e maggio del 1994. Di seguito la presentazione della cronologia di pubblicazione:
- Power and Glory di Howard CHaykin (febbraio 1994), una storia satirica che evidenzia come anche un supereroe, nella società moderna, cura maggiormente l'esteriorità e il proprio narcisismo che non il valore delle azioni di quello che compie e realizza.
- Edege di Steven Grant e Gil Kane distribuito a marzo. Miniserie di 4 numeri dove un uomo qualunque scopre un terribile segreto sul più famoso e potente gruppo di supereroi.
- Jim Starlin's Dreadstar, di Peter Deavid e Ernie Colon (marzo 1994). Peter David presenta un sequel alla celebre saga cosmica di Starlin ambientato vent'anni dopo gli ultimi avvenimenti narrati nel fumetto e avente come protagonista la figlia dell'originale eroe protagonista.
- Star Slammers di Walter Simonson distribuito a maggio. Simonson ha modo di portare avanti la saga sci-fi da lui creata per la Epic Comics e pubblicata 10 anni prima come graphic novel dall'imprint distribuito dalla Marvel Comics.
- Durante i mesi successivi (maggio-dicembre) la linea continua a espandersi con Nocturnals di Dan Bretron, Strike Back! di Jonathan Peterson e Kevin Maguire, The Man Called A-X di Marv Wolfman e Sean McManus, Metaphysique di Norm Breyfogle e Deuce di Dan Jurgens.

I titoli della nuova linea Bravura vantano tra i migliori autori e artisti dell'epoca e suscitano l'interesse di lettori e critica. Nonostante questo non vi è il successo sperato e le vendite non sono all'altezza delle aspettative, verso la fine del 1994 la casa editrice ha ricavi dal mercato fumettistico inferiori all'anno precedente (il 1993).

### Acquisizione da parte della Marvel Comics
Con il declino globale del mercato dei fumetti a metà degli anni novanta la Malibu è costretta a cancellare le serie meno redditizie e bloccare ulteriori sviluppi per l'imprint Bravura.. Di fatti nella seconda metà del 1994 la compagnia affronta un tracollo finanziario, ma bisogna considerare che le perdite maggiori sono causate dal fallito tentativo di espandere la sezione sviluppo di videogiochi (in collaborazione con World Wide Sport and Entertainment e la stessa Sony). La divisione riguardante lo sviluppo e distribuzione di videogiochi arriva a perdere 200.000$ al mese. Il cash flow negativo non è sostenibile dalla casa editrice indipendente che sperpera così le sue risorse finanziarie.  Nonostante ciò le proprietà della compagnia sono ancora considerate abbastanza attrattive da interessare la DC Comics (contattata dalla Worldwide Sport and Entertainment già nella primavera del 1994). Inoltre Rosenberg e la Malibu firmarono con la William Morris Agency. Con una mossa a sorpresa la compagnia viene però comprata dalla Marvel Comics il 3 novembre 1994. A metà del nuovo anno Mason e Ulm lasciano la compagnia. Il presidente Marvel Terry Stewart giustifica l'acquisizione per poter usufruire del sistema di digital coloring system (considerato il migliore dell'industria fumettistica) della Malibu e che ha intenzione di espandere e adottare una politica più aggressiva sul mercato fumettistico. In vista di una diversificazione dei prodotti offerti la dirigenza Marvel si mette in contatto con la Walt Disney Company per ottenere licenze suoi popolari personaggi del creatore di Topolino. La prima licenza riguarda i personaggi e il mondo che ruota intorno alla celebre bambola. Si tratta di un progetto atto ad attrarre lettrici femminili verso un catalogo Marvel che vede nei lettori di sesso maschile il principale destinatario. Il debutto di questo primo accordo Marvel-Disney esordisce però nel maggio 1994 con l'adattamento a fumetti del lungometraggio d'animazione Il Re Leone in uscita nei cinema il 15 giugno. Nell'arco dell'estate vengono lanciate diverse serie regolari ispirate a personaggi del vasto mondo disneyano. Tra queste: Beauty and the Beast, The Little Mermaid, Aladdin, Bonkers, Darkwing Duck, Goof Troop, TaleSpin. La nuova linea di comic book non ottiene il successo sperato e presto viene cancellata, ma il presidente Stewart ha comunque iniziato una collaborazione e dei contatti con la Walt Disney Company che porteranno a conseguenze rivoluzionarie per la Marve Comics negli anni duemila.
Al pari di quanto fatto per la linea di fumetti Marvel-Disney, lo stesso fato cade sui personaggi della Malibu Comics. L'intera linea Ultraverse è soggetta ad un timido tentativo di revamping con l'evento Black September dove si ripropongono alcuni dei personaggi più popolari dell'Ultraverse. Alcuni di questi sono protagonisti di alcuni albi crossover con i personaggi dell'universo Marvel. Ma nonostante questo non vi è la volontà editoriale di proseguire con un progetto che li integri nell'Universo Marvel e dopo il 1996 non vi è più nessun tentativo di rilanciare sul mercato serie o personaggi della Malibu Comics. Nell'attuale multiverso della Marvel Comics l'Universo della Malibu è designato come "Earth-93060".
La nuova politica Marvel porta all'acquisizione delle proprietà della Harvey Comics che si trova in difficoltà finanziarie. Anche in questo caso vi è però una pessima gestione editoriale delle loro opere. Si assiste all'adattamento a fumetti dei film Richie Rich (dicembre 1994) e Casper (maggio 1995). Nel 1997 viene lanciata la serie regolare su Casper destinata ad avere una tiepida accoglienza da parte dei lettori e presto uscita dal catalogo delle pubblicazioni Marvel.

## Lista completa delle opere a fumetti pubblicate

### Ultraverse
- Angels of Destruction
- Elven
- Eliminator
- Exiles
- Firearm
- Foxfire
- Freex
- Hardcase
- Mantra
- The Night Man
- Prime
- Prototype
- Rune
- Siren
- Sludge
- Solitaire
- The Solution
- The Strangers
- Ultraforce
- Ultraverse Premiere
- Ultraverse Unlimited
- Warstrike
- Witch Hunter
- Wrath

### Crossover con Marvel Comics
- Vendicatori/Ultraforce
- Ultraforce/Vendicatori
- Prime vs. Hulk
- Nightman vs. Wolverine
- The All-New Exiles vs. X-Men
- Conan il barbaro vs. Rune
- Ultraforce/Uomo Ragno
- Prime/Capitan America
- Rune vs. Venom
- Nightman/Gambit
- The Phoenix Resurrection

### Bravura
- Breed Jim Starlin
- Dreadstar Jim Starlin
- Edge Steven Grant e Gil Kane
- The Man Called A-X Marv Wolfman
- Metaphysique Norm Breyfogle
- Nocturnals Dan Brereton
- Power & Glory Howard Chaykin
- Star Slammers Walter Simonson
- Strikeback Peterson, Maguire e Oliff

### Licenze
- Alien Nation
- Mortal Kombat
- Il pianeta delle scimmie
- Southern Squadron
- Star Trek:
  - Star Trek: Deep Space Nine
  - Star Trek: The Next Generation/Star Trek: Deep Space Nine
  - Star Trek: Voyager
- Street Fighter
- Tarzan the Warrior
- Terminator: Cybernetic Dawn
- Terminator: Nuclear Twilight